# Dagar vid älven
Dagar vid älven är en svensk dokumentärfilm från 1999 i regi av Runar Enberg.
Filmen skildrar en 50 mil lång resa längs Vindelälven och på vägen möter filmteamet människor som bor längs vattnet, vilka berättar om sina liv och livsval. Filmen premiärvisades den 22 januari 1999 på Filmstaden i Umeå och fick ett blandat mottagande hos kritikerna.